# William Cunnington
William Cunnington (1754 – 31. december 1810) var en engelsk antikvar og arkæolog, der gennemførte de første kendte udgravninger ved Stonehenge.